# Tephrosia katangensis
Tephrosia katangensis är en ärtväxtart som beskrevs av De Wild.. Tephrosia katangensis ingår i släktet Tephrosia och familjen ärtväxter. Inga underarter finns listade i Catalogue of Life.